# Mociewicze
Mociewicze (biał. Моцевічы, Mociewiczy; ros. Мотевичи, Motiewiczi) – wieś na Białorusi, w obwodzie grodzieńskim, w rejonie lidzkim, w sielsowiecie Bielica, nad Niemnem.
Znajduje tu się rzymskokatolicka parafia Matki Bożej Częstochowskiej w Mociewiczach, powstała w 1992.

## Historia
W XIX i w początkach XX w. położone były w Rosji, w guberni wileńskiej, w powiecie lidzkim.
W dwudziestoleciu międzywojennym leżały w Polsce, w województwie nowogródzkim, w powiecie szczuczyńskim (od 29 maja 1929, wcześniej w powiecie lidzkim), do 11 kwietnia 1929 w gminie Bielica, następnie w gminie Żołudek. W 1921 miejscowość liczyła 512 mieszkańców, zamieszkałych w 90 budynkach, w tym 426 Polaków i 86 osób innej narodowości. 390 mieszkańców było wyznania rzymskokatolickiego i 122 prawosławnego.
Mieszkaniec Mociewiczów Józef Szafarewicz znalazł się na Białoruskiej Liście Katyńskiej.
Po II wojnie światowej w granicach Związku Sowieckiego. Od 1991 w niepodległej Białorusi.

### Potyczka w Mociewiczach
19 listopada 1943 wieś została zajęta przez sowiecką partyzantkę, która zamierzała przeprawić się tu przez Niemen. Komuniści obrabowali mieszkańców wsi i podpalili kilka budynków. Dokonywano również mordów na osobach podejrzanych o współpracę z polskimi partyzantami. Na ratunek mieszkańcom Mociewiczów przybył oddział Armii Krajowej ppor. Czesława Zajączkowskiego „Ragnera”. Według raportu AK Polacy rozbili ok. 1500-osobowy oddział sowiecki, z których ok. 200 osób zostało zabitych, rannych lub utopiło się podczas ucieczki przez Niemen. Polskie straty wyniosły 2 zabitych i kilku rannych oraz 1 partyzanta, którego wzięto w niewolę.
Dowódcy sowieccy w swoich raportach pisali o jedno- lub dwugodzinnej walce, po której zmuszono białopolaków do ucieczki. Dane o stratach nie są spójne wahając się pomiędzy 21 a 51 zabitych i 4-6 wziętych do niewoli Polaków, przy 4 zabitych i 4 rannych komunistach.
Komuniści po bitwie przeprawili się przez Niemen. Obecnie wśród historyków dane o stratach, podawane zarówno przez AK jak i Sowietów, budzą wątpliwości, brak jest jednak źródeł pozwalających ustalić rzeczywiste dane. Uznaje się jednak, że straty strony komunistycznej musiały być znaczne. Pośrednio świadczy o tym przemilczenie potyczki przez sowiecką historiografię, mającą tendencje do nieopisywania wydarzeń niepomyślnych dla Sowietów.